# Парипси (Яворівський район)
Парипси — колишнє село у Яворівському районі. Відселене у зв'язку зі створенням в 1940 р. Яворівського військового полігону. Поруч знаходяться колишні села Крущини, Бідин, Клепарів, Біла Піскова, Біла Мурована, села Висіч, Кам'яна Гора.
На 01.01.1939 в селі проживало 630 мешканців, з них 540 українців-грекокатоликів, 20 українців-римокатоликів, 10 євреїв і 60 польських колоністів міжвоєнного періоду.